# Kolenhaven (Delft)
De Kolenhaven is een kleine haven ten noorden van het centrum van Delft, in de Nederlandse provincie Zuid-Holland. De haven is gelegen aan de westkant van de Delftse Vliet bij het bedrijfscomplex van DSM. Het wordt dan ook wel met DSM kolenhaven aangeduid. Per jaar doen zo'n 160 vrachtschepen de haven aan die met name melasse vervoeren (circa 43.750 m³ per jaar).
De Wateringseweg kruist met de Kolenhavenbrug de toegang tot de haven. In de periode 2001 – 2004 werd een vernieuwde en ruimere ophaalbrug gerealiseerd (kosten 2,5 miljoen euro) zodat busroutes tussen Delft en Rijswijk deze route kunnen gebruiken.